# 三标乡
三标乡，是中华人民共和国江西省赣州市寻乌县下辖的一个乡镇级行政单位。

## 行政区划
三标乡下辖以下地区：
三标村、上下坝村、长安村、甲子乌村、基田村、黄陂村、堆禾村、胡屋村、东江源村、大小湖岽村、富寨村和图岭村。